# Outavaararivier
Outavaararivier (Zweeds - Fins: Outavaaranjoki) is een rivier annex beek, die stroomt in de Zweedse  gemeente Kiruna. De nog geen twee kilometer lange rivier verzorgt de afwatering van de Outavallei (Outavuoma) en het Outameer (Outajärvi). Het gebied wordt gedomineerd door de Outaberg (Outvaara). De rivier loost haar water in het Mannameer, waarna haar water verder wordt afgevoerd door de Idirivier.
Afwatering: Outavaararivier → Idirivier →  Muonio → Torne → Botnische Golf